# Lovat Castle
Lovat Castle ist eine abgegangene Niederungsburg in der Nähe der Dörfer Kirkhill und Beauly in der schottischen Council Area Highland. Die Burg stand am Südufer des River Beauly.

## Geschichte
Im 11. oder 12. Jahrhundert ließ der Clan Bisset an dieser Stelle eine Burg namens Beauly Castle errichten. Durch die Heirat von Simon Fraser († 1306) mit der Bisset-Erbin im 13. Jahrhundert fiel die Burg an den Clan Fraser. Später wurde sie in „Lovat Castle“ umbenannt.
1671 wurde Lovat Castle abgebrochen und die Steine als Baumaterial für andere Gebäude verwendet. Von der Burg ist nichts mehr erhalten. Auf dem Gelände stehen heute landwirtschaftliche Gebäude von Wester Lovat.